# Musée de la Civilisation romaine
Le musée de la Civilisation romaine (italien : Museo della civiltà romana) est situé à Rome, dans le quartier de l'EUR. Il a été conçu par les architectes Aschieri, Bernardini, Pascoletti et Peressutti, pour l'Exposition universelle de Rome qui devait avoir lieu en 1942. Il a été finalement inauguré en 1955.
Le musée présente des maquettes et reproductions de sculptures et d'objets essentiels en rapport avec la civilisation de la Rome antique, en tout 60 sections d'expositions réparties sur 12 000 m2.
Le musée est fermé pour rénovation depuis 2014.

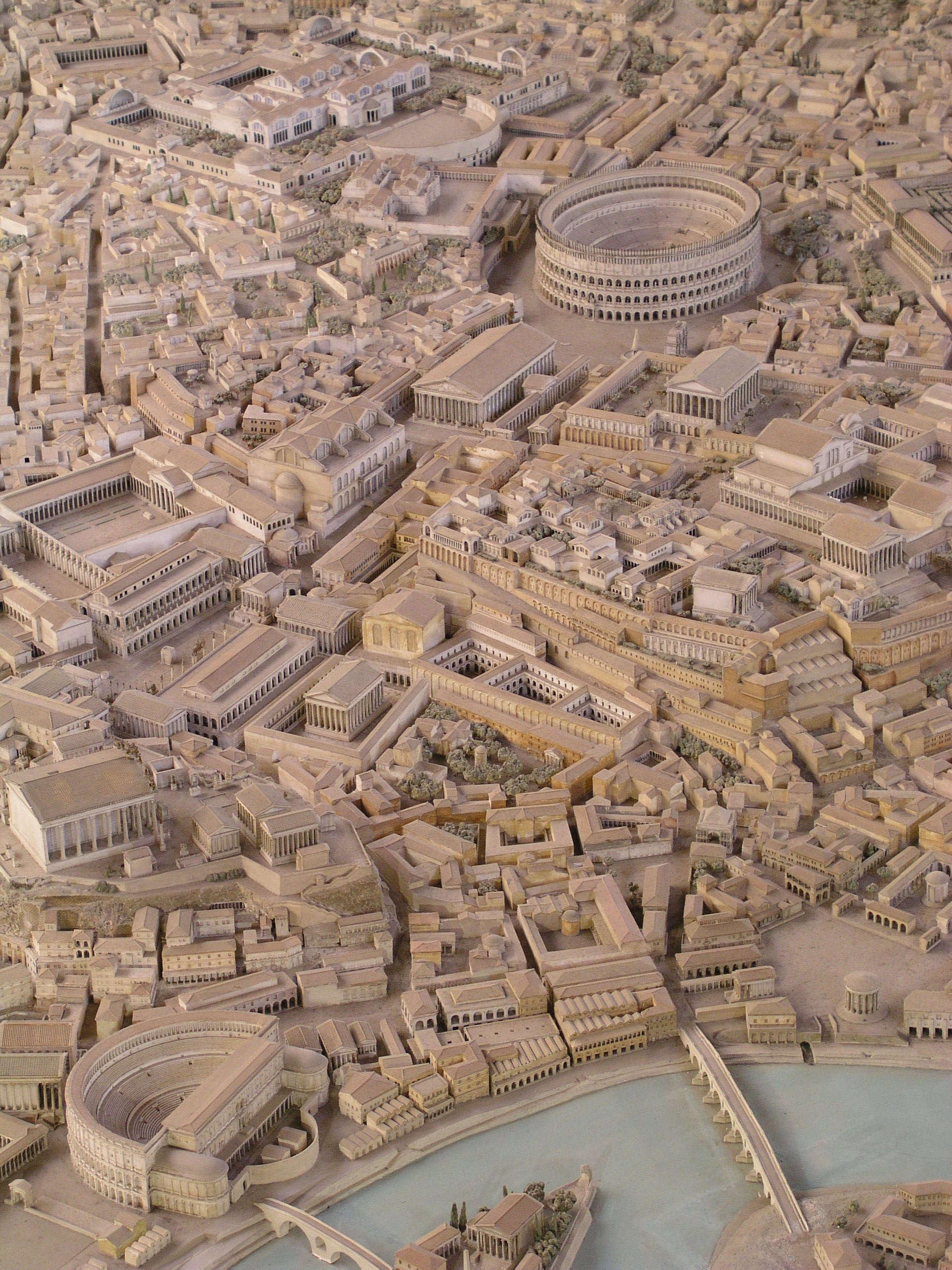
Grande maquette de Rome, par Italo Gismondi.

## Grande maquette de Rome au temps de Constantin
La grande maquette de Rome présente la ville au temps de Constantin (IVe siècle). Elle a été réalisée à l'échelle 1:250 par l'architecte Italo Gismondi, sur les bases scientifiques des constructions connues ou figurant sur le grand plan romain sévérien de la Forma Urbis, ainsi que sur la Forma Urbis Romae de l'archéologue Rodolfo Lanciani. Elle est régulièrement mise à jour au rythme des nouvelles découvertes.

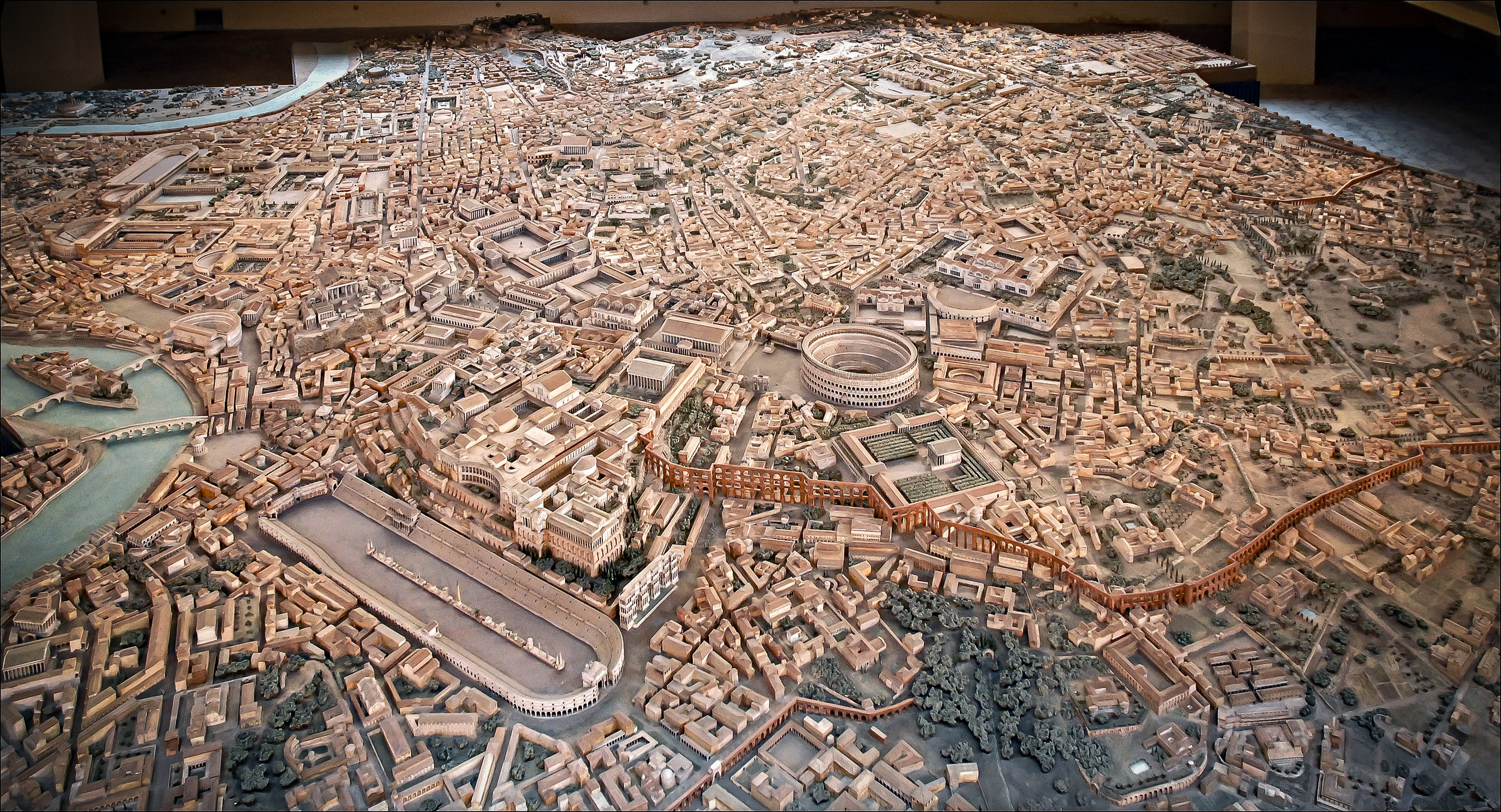
Grande maquette de Rome au temps de Constantin, par Italo Gismondi.

## Bas-reliefs de la colonne Trajane

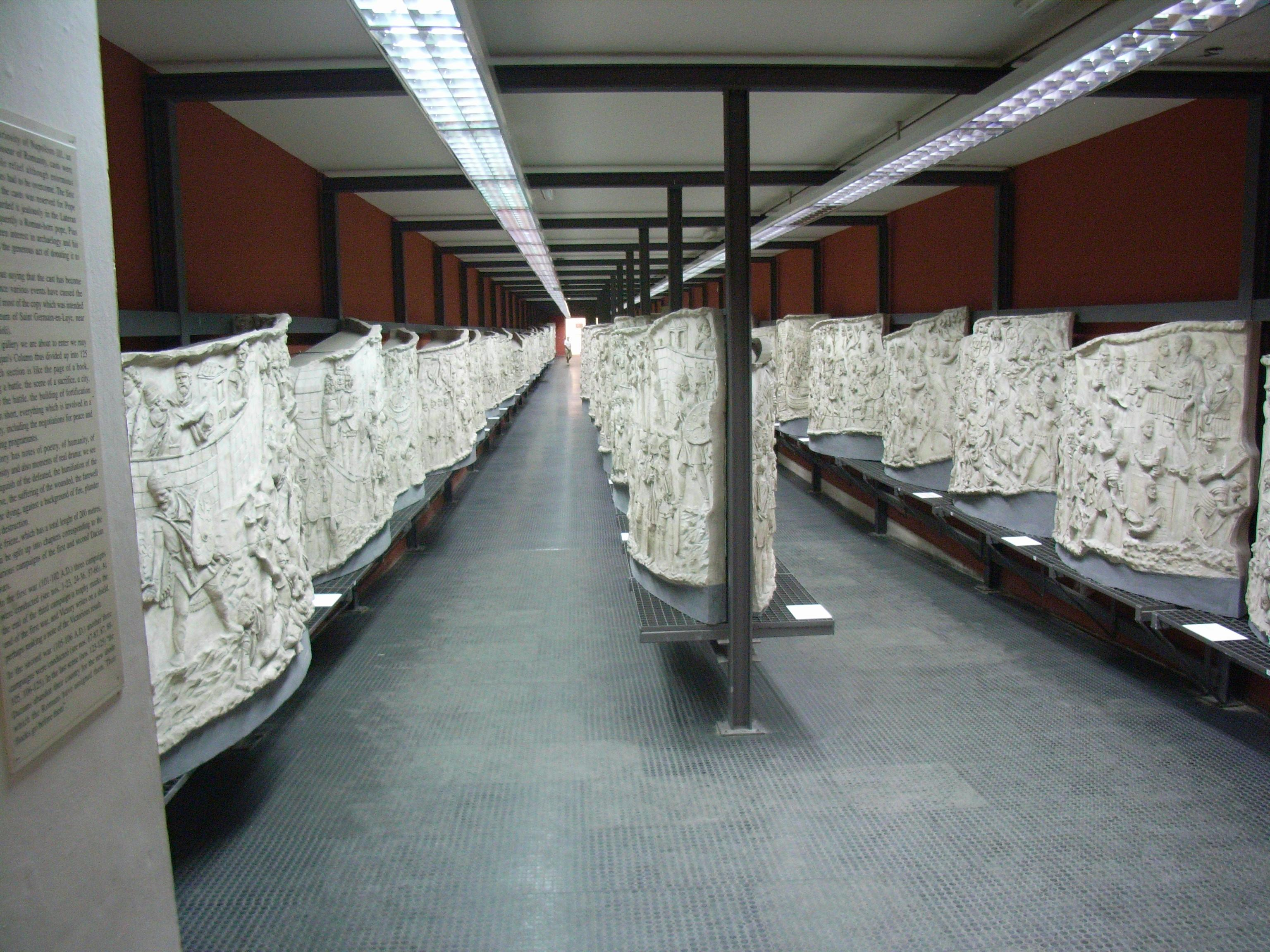
Moulages des bas-reliefs de la colonne Trajane.

Les moulages des bas-reliefs de la colonne Trajane (113) retiennent aussi l'attention du visiteur qui peut les observer intégralement à hauteur des yeux. Cette copie est l'un des trois moulages réalisés à la demande de Napoléon III en 1861, remis au pape Pie IX, puis déposé au musée de la Civilisation romaine par Pie XII.
On peut donc suivre de manière détaillée, sur une longueur de 200 m, les événements et les différentes scènes des campagnes menées par Trajan contre les Daces en 101-102 et 105-106.

## Galerie

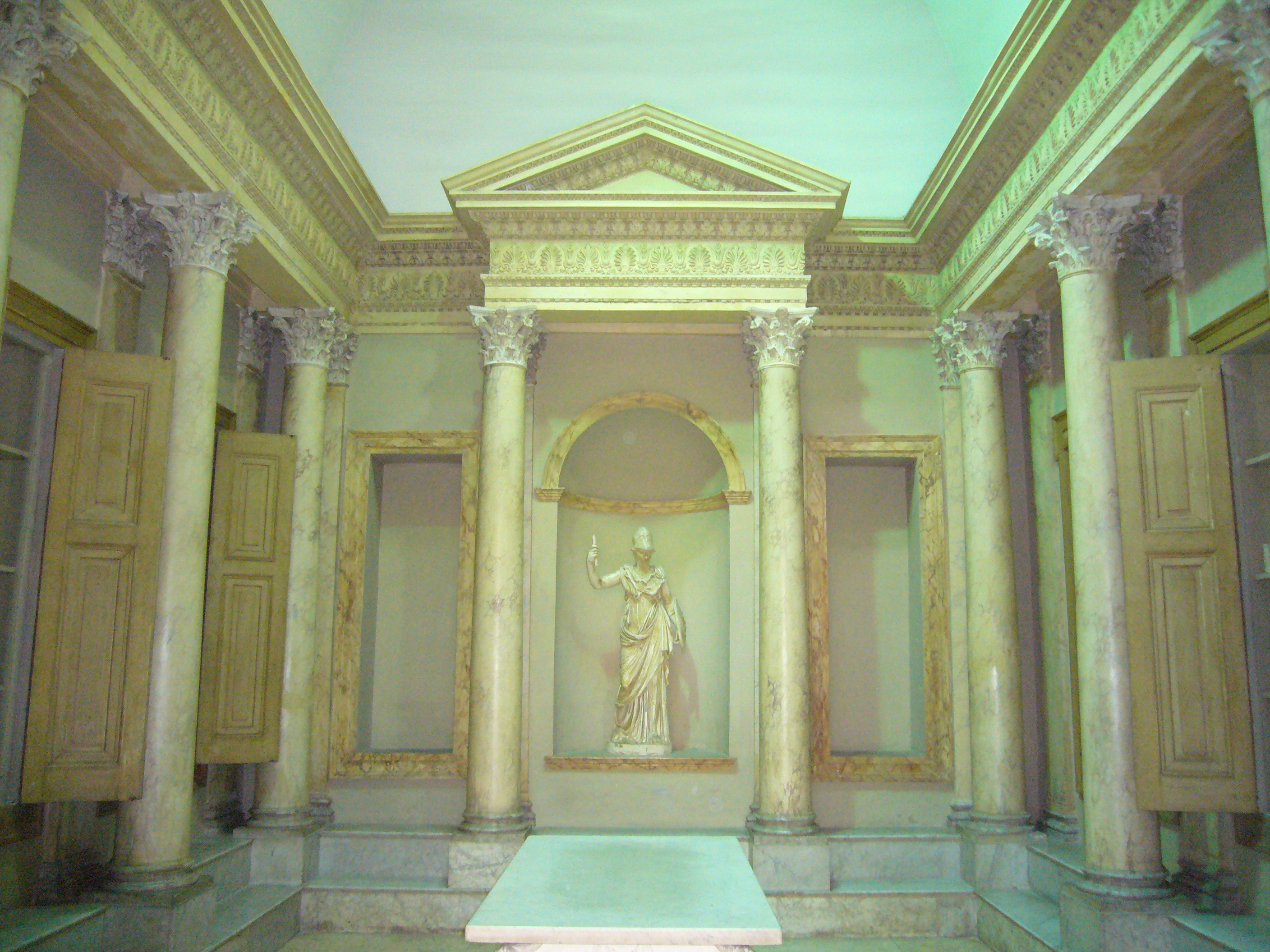
Reconstruction d'une bibliothèque antique
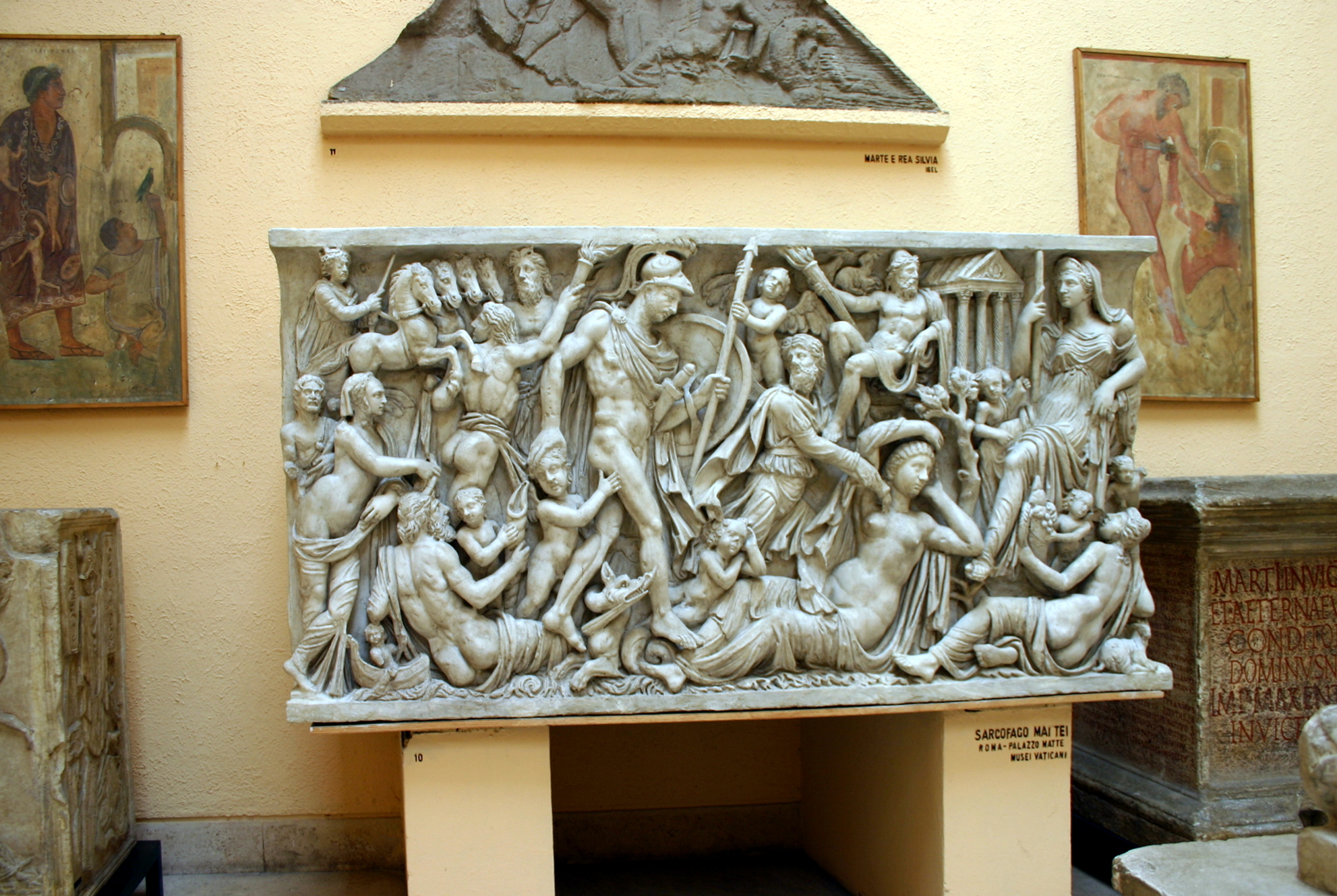
Sarcophage
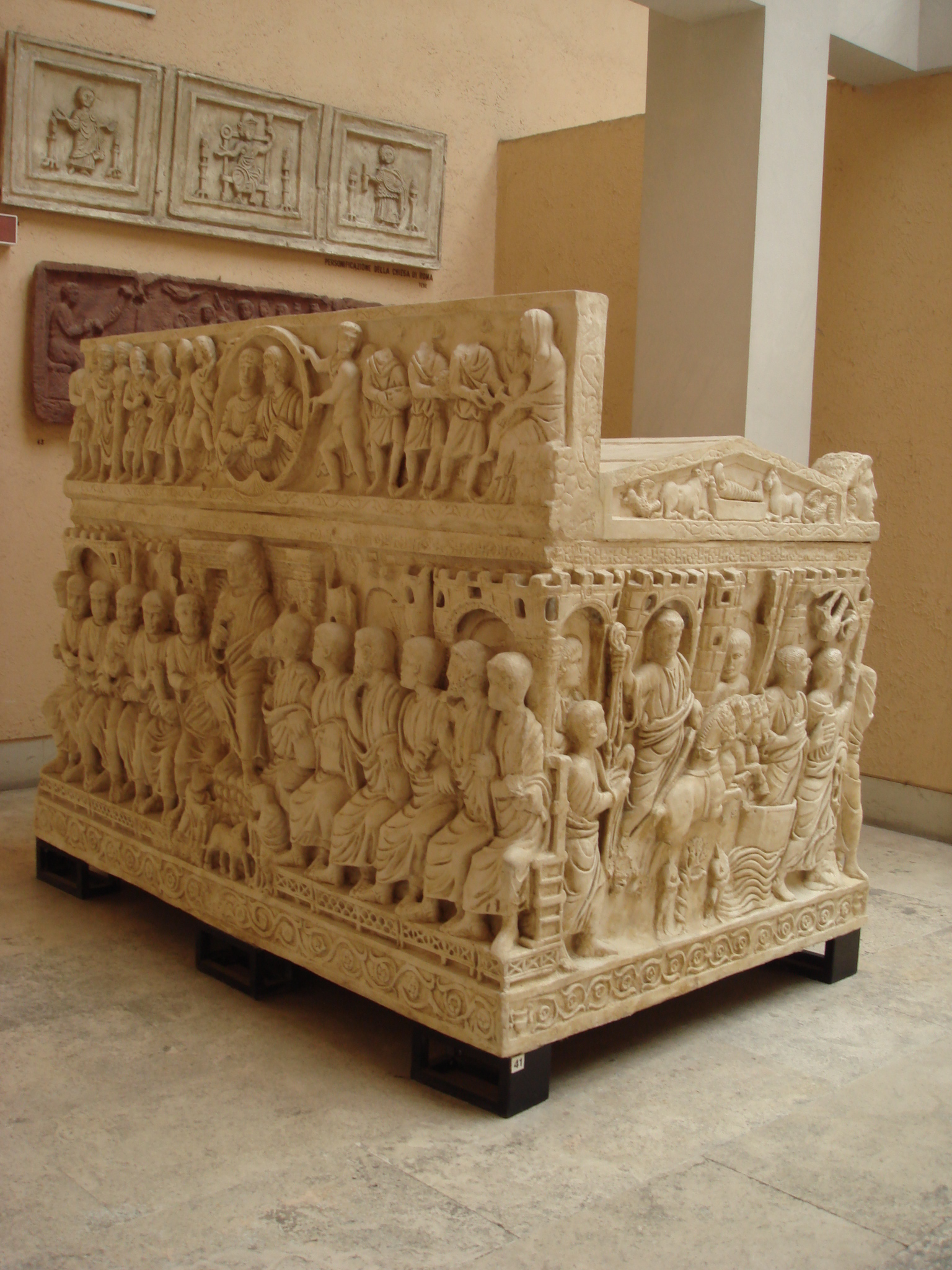
Sarcophage de Stilicus
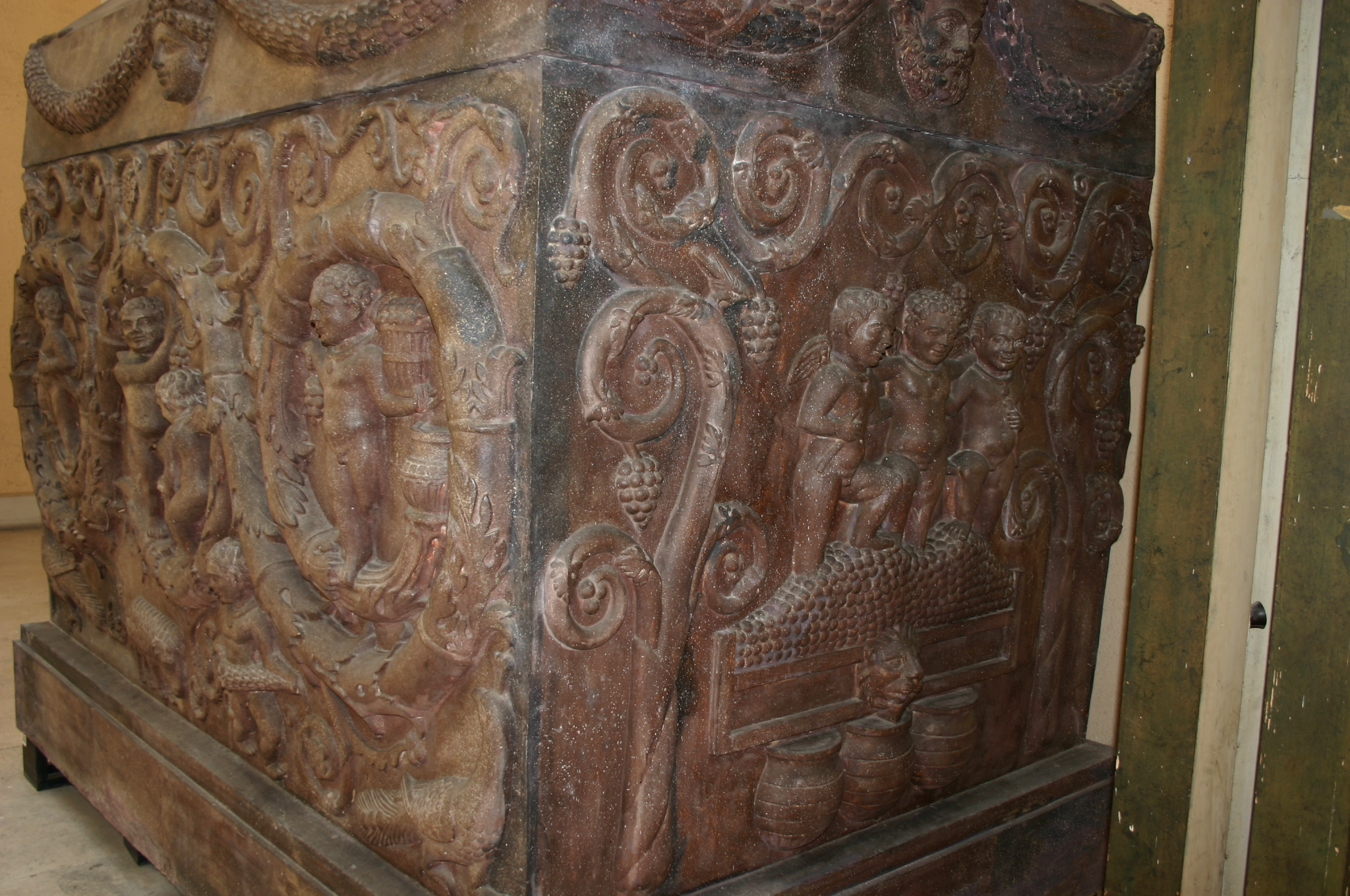
Sarcophage de Constantin
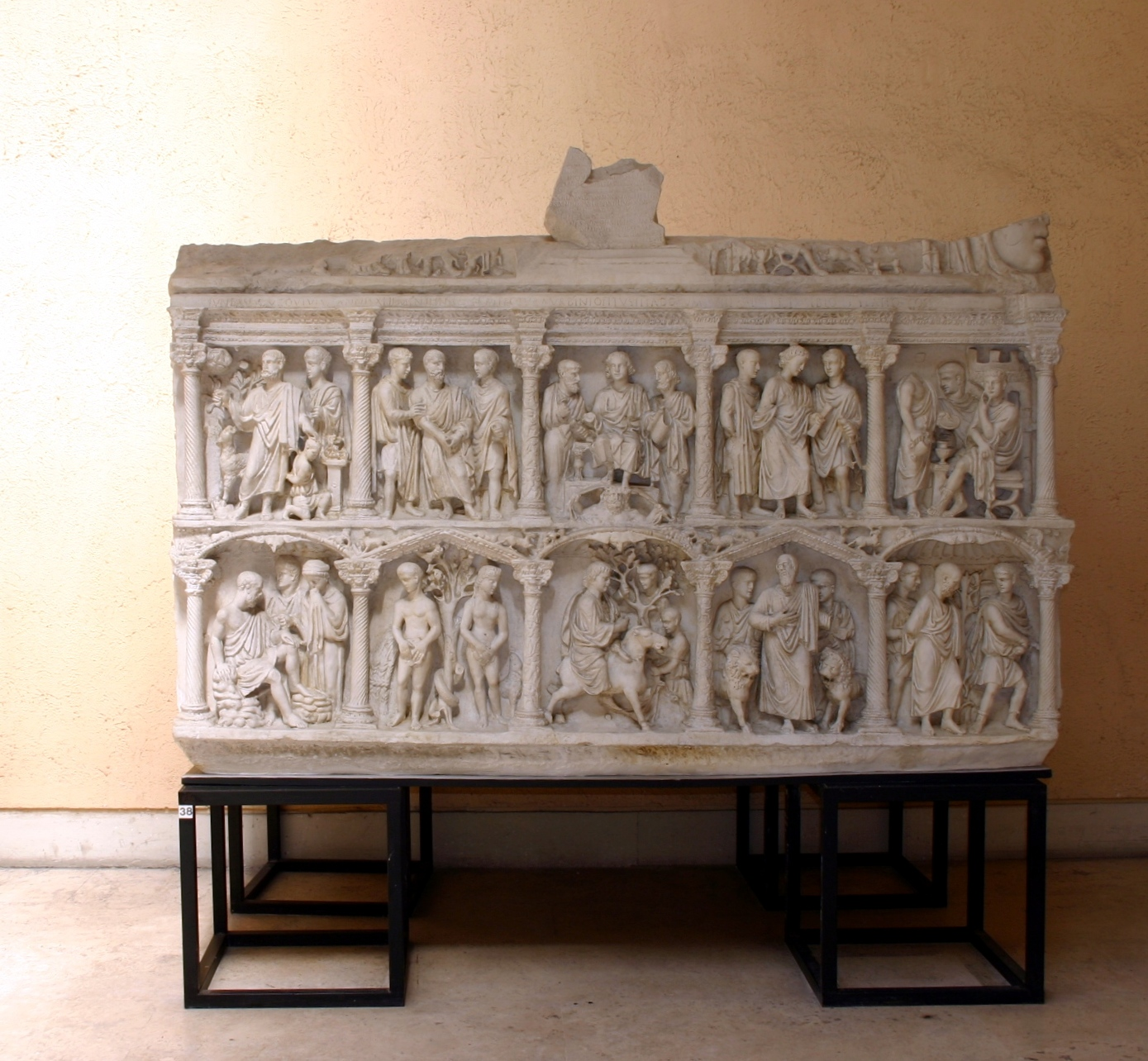
Sarcophage de Junius Bassus
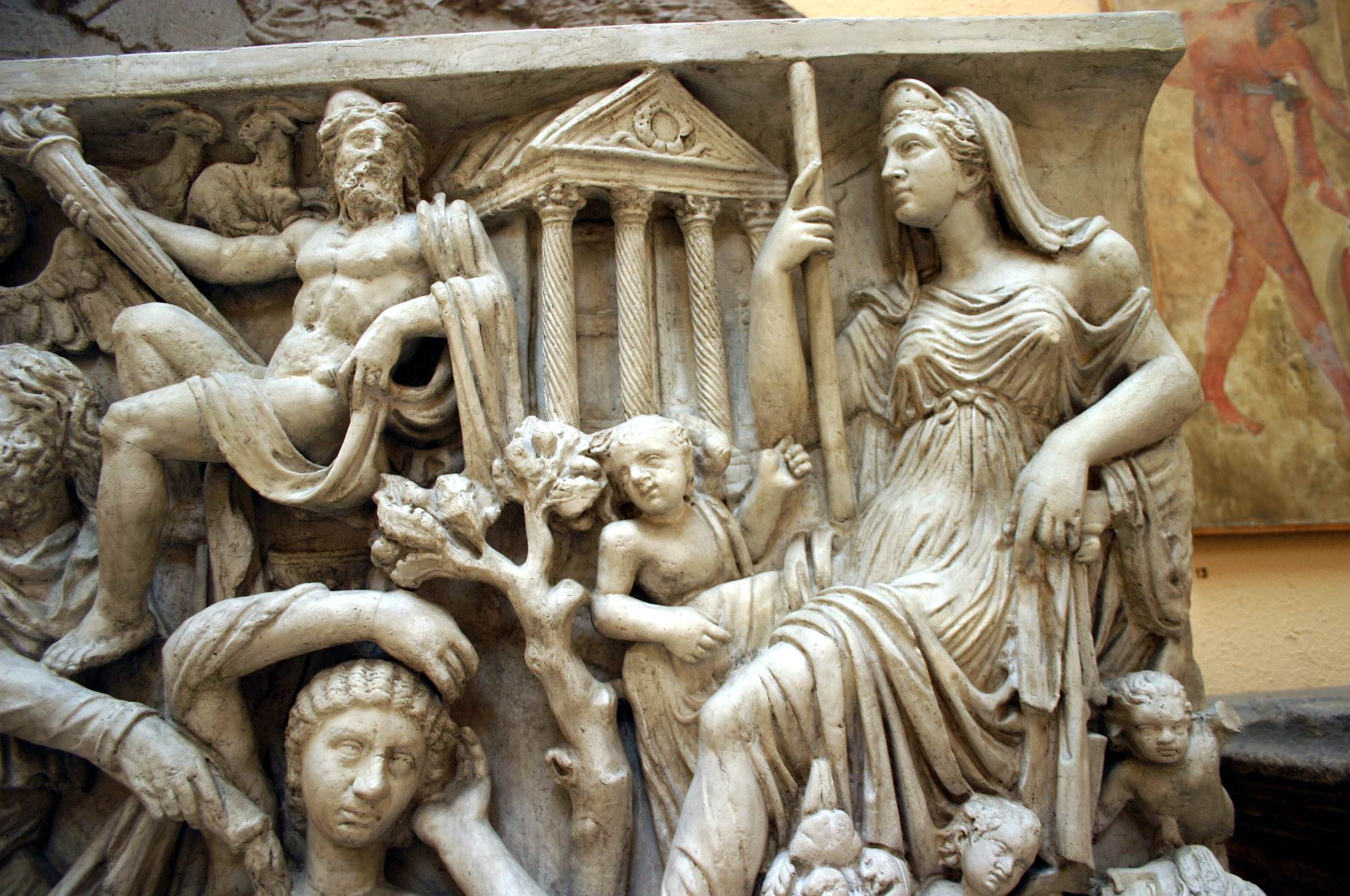
Détail du Sarcophage Mattei

## Sources
- (it) Cet article est partiellement ou en totalité issu de l’article de Wikipédia en italien intitulé « Museo della civiltà romana » (voir la liste des auteurs).